# Gáspár Bea
Gáspárné Balla Beáta (Salgótarján, 1974. július 28. –) ungorom származású magyar televíziós személyiség. Hírnevet 2005-ben szerzett, amikor férje mellett szerepelt az RTL Klub sugározta Győzike Show című reality műsorban. Ezután a bulvársajtó örökös szereplője lett. 2017-ben megnyerte A Konyhafőnök VIP című gasztro-vetélkedőt, amely által egy ország ismerte meg főzési tehetségét. Azóta gasztronómiai jellegű rendezvények állandó vendége, zsűrije. Bea Konyhája nevű közösségi oldalán tartja a kapcsolatot rajongóival, ahol gyakran mutat be élő bejelentkezés keretében főzési praktikákat, recepteket. 2021-ben a TV2 Hal a tortán című műsorának háziasszonya lett. Műsorvezetői tevékenysége mellett könyvírással is foglalkozik.

## Életútja
1974-ben született tisztességes nógrádmegyeri romungró családba. Egy testvére van, Csilla.
Élete hamar összefonódott jövendőbeli férjével, Gáspár Győzővel, ugyanis egy településről származnak; óvodás csoporttársak, majd osztálytársak voltak. Sorsuk különvált míg Beáta befejezte középiskolai tanulmányait a salgótarjáni Táncsics Mihály Közgazdasági Szakközépiskolában. Vallomása alapján érettségijét megszerezve is negatív diszkrimináció érte, nem tudott munkát vállalni, mert állásajánlói származása miatt elutasították jelentkezését. A középiskola után újra egymásra találtak Győzővel és 1993. július 17-én Salgótarjánban összeházasodtak.
1994-ben megszületett első gyermekük, Evelin. 1999-ben férjével Jordániában házasodtak meg másodszorra.
2002-ben világra hozta második gyermeküket, Virágot. A megtermékenyítés mesterséges úton zajlott le (lombik program). Várandósságakor ikreket várt, azonban öt hónapos terhesen házimunka végzése közben leesett egy létráról, és a másik magzat elhalt. 2003-ban férjével harmadszorra kötötték össze életüket a budapesti Mátyás-templomban.
2004-ben az RTL Klub szervezésével leforgatták a Győzike Show első évadát, és 2005. februárjától elkezdte a tévé is sugározni. A 2005-ös év kulcsfontosságú Beáta életét illetően, ugyanis a műsor rövid idő alatt hatalmas nézőközönséget produkált, ez pedig felkérések sorozatát eredményezte. Ilyen felkérés volt például a CKM magazinban megjelenő bikinis fotózása is, mely egyébként élesen szemben állt a roma tradíciókkal. Szintén 2005-ben házasodtak meg negyedszer férjével Kubában.
2008 júliusában Siófokon házasodott meg ötödször Győzővel, esküvői tanúja Fehér Anettka volt, akivel jó barátságot ápolt a buenos airesi Rettegés foka műsor forgatása óta. Ezt követően a Szombat esti láz harmadik évadában szerepelt, ahol Cseh Szakál Tibor partnerségben vetélkedtek a többi versenyzővel szemben. 2009-ben bemutatták a Holnap történt – A nagy bulvárfilm című filmet, amiben Anettka munkatársát játszotta. 2010-ben az RTL Klub elkaszálta a Győzike Showt a csökkenő nézettségi statisztikák miatt, a sorozatot más adókon a mai napig ismételni szokták.
2013-ban az Édes Élet című műsor keretében újra visszatértek családjukkal a képernyőre. Ez év nyarán a sziráki kastélyban esküdtek meg hatodszorra, melyet az Édes Élet egyik műsorában fel is dolgoztak. 2014 júliusában Gáspár Győző forgatás közben a műsor stábjának hölgytagját megrángatta, ezért felbontották szerződésüket. 2014. őszén a műsor szerkesztői visszavették a műsorba őket.
2017-ben megnyerte A Konyhafőnök VIP című gasztro-vetélkedőt, amely által egy ország ismerte meg gasztronómiai tehetségét és tudását, melyet korábban 2009-ben a Vacsoracsatában, 2016-ban a Hagyjál főzniben ragyogtatott meg a nézők előtt. A műsor után néhány héttel a Nemzeti Adó- és Vámhivatal 50 millió HUF költségvetési csalás vádjával tört férjére, rá és családjára Nógrád megyei otthonukban, melyről hónapokig cikkezett a sajtó. Végül a pert egészen a kúriáig vitték, és Gáspárék megnyerték a tárgyalást. Az ügy a családot pszichikailag megviselte, ezen kívül negatív reklámot okozott számukra. Beáta talpra állt, és még 2017-ben elkezdett Youtube-csatornájára főzéssel foglalkozó videókat feltölteni, melyek több százezres nézőt produkáltak. A Bea Konyhája nevű Facebook oldalán élő bejelentkezésekben mutatott be saját recepteket, praktikákat. 2018-tól alkalmanként borvacsorákat rendez, mely sikerességét mi sem bizonyítja jobban, hogy a jegyek rekordidő alatt szoktak elfogyni rá.

## Szakácskönyvei
- Bea konyhája (2019)
- Bea konyhája 2. (2020)
- Bea konyhája 3. (2021)
- Bea konyhája - Családi receptek egyszerűen (2022)